# M (film, 1951)
Ne doit pas être confondu avec M (film, 2017).
Pour les articles homonymes, voir M.
M est un film américain réalisé par Joseph Losey et sorti en 1951. Ce film est un remake de M le maudit (1931) de Fritz Lang.

## Synopsis
Los Angeles, les années 1950. Un tueur en série kidnappe et tue des petites filles. La ville est traumatisée par ces nombreux meurtres non résolus. La police est incapable de retrouver l'assassin. Face à l'hystérie collective qui gagne la Californie, la pègre décide d'enquêter pour le neutraliser avant qu'il ne tue à nouveau alors que les autorités fédérales multiplient  les rafles et les contrôles dans la ville. Une course contre la montre commence entre la mafia et la police, toutes les deux à la poursuite de l’insaisissable tueur d'enfants. Un vendeur de ballons aveugle déclare qu'il peut le reconnaître car il entend régulièrement un sifflotement d'un homme qui accoste les petites filles. Le meurtrier s'appelle Martin H. Harrow et il est intercepté par la pègre.

## Fiche technique
- Titre du film : M
- Réalisation : Joseph Losey
- Assistant réalisateur : Robert Aldrich
- Scénario : Leo Katcher, Norman Reilly Raine, Waldo Salt d'après l'œuvre de Thea von Harbou et Fritz Lang
- Photographie : Ernest Laszlo - noir et blanc, 1,37:1
- Musique originale : Michel Michelet
- Montage : Edward Mann
- Production : Seymour Nebenzal, Superior Pictures
- Durée : 88 minutes
- Pays d'origine :  États-Unis
- Sortie aux États-Unis : mars 1951
- Sortie en France : 8 février 1952
- Genre : Film noir

## Distribution
- David Wayne : Martin H. Harrow
- Howard Da Silva : Inspecteur Carney
- Martin Gabel : Charlie Marshall
- Luther Adler : Dan Langley
- Steve Brodie : Lieutenant Becker
- Raymond Burr : Pottsy
- Glenn Anders : Riggert
- Karen Morley : Mme Loster
- Norman Lloyd : Sutro
- John Miljan : l'aveugle
- Walter Burke : McMahan
- Roy Engel : Regan
- Bennyt Burt : Jansen
- Lennie Bremen : Lemke
- Jim Backus : le maire
- Janine Pencan : la petite fille
- Robin Fletcher : Elsie Coster
- Bernard Szold : le gardien de nuit
- Jorja Curtright : Mme Stewart
- Tom Kennedy (non crédité) : un voyou

## Commentaires
Le film est une reprise exacte, pour la plupart des séquences, du scénario de M le maudit de Fritz Lang. L'action est transposée dans les décors naturels de la ville de Los Angeles (États-Unis); le fait de tourner le film en extérieurs le métamorphose en un véritable film noir américain, et le film de Losey a sa propre force.